# SCIB1
SCIB1 és una vacuna contra el càncer dissenyada genèticament que està desenvolupant Scancell Holdings Plc com a tractament per al melanoma. SCIB1 és un ADN plasmidi que codifica una molècula d'anticossos humà dissenyada per expressar dos epítops de cèl·lules T citotòxiques derivats dels antígens de melanoma Tyrosinase-Related Protein 2 (TRP2) i gp100 més dos epítops de cèl·lules T auxiliars.

## Descripció
La primera vacuna contra el càncer de Scancell, SCIB1, s'està desenvolupant per al tractament del melanoma i es troba en assaigs clínics de fase I/II. Després de la immunització, les cèl·lules dendrítiques expressen i absorbeixen l'anticòs dissenyat, donant lloc al desenvolupament de respostes immunitàries contra les cèl·lules tumorals que expressen els antígens TRP2 i gp100. El principal avantatge de la tecnologia Immunobody® és que el component Fc de l'anticòs dissenyat serà reconegut pel receptor CD64 d'alta afinitat present a les cèl·lules dendrítiques, donant lloc a una millora significativa tant de la freqüència com de l'avidesa de la resposta immune de les cèl·lules T. La inducció de cèl·lules T d'alta avidesa contra TRP-2 i gp100 destrueix tant els tumors primaris com els metastàtics, donant lloc a una supervivència lliure de progressió més llarga.
Assaig clínic de fase I/II de SCIB1 Scancell està duent a terme un assaig clínic de fase I/II de SCIB1, la seva vacuna DNA ImmunoBody® s'està desenvolupant per al tractament del melanoma. L'assaig s'està duent a terme a llocs clínics de Nottingham, Manchester, Guildford, Leeds i Southampton. L'assaig és un estudi obert i no aleatori per determinar la seguretat i la tolerabilitat de quatre dosis de SCIB1 administrades per via intramuscular mitjançant un dispositiu d'electroporació (TDS-IM, fabricat per Ichor Medical Systems, EUA). L'estudi també avaluarà els efectes immunitaris i l'activitat antitumoral en pacients amb melanoma. L'assaig s'està realitzant en pacients amb malaltia tant no resecada com resecada.
Els pacients amb melanoma en estadi III o IV van rebre fins a cinc dosis de la vacuna SCIB1 durant un període de 6 mesos. A més, alguns pacients reben tractament a llarg termini cada 3-6 mesos durant un màxim de 5 anys. Els resultats fins ara han estat molt encoratjadors. Els 20 pacients amb tumors resecats segueixen vius i només cinc han progressat. Això es compara molt favorablement amb les dades dels controls històrics.